# Cantó de Le Mans-Sud-Oest
El cantó de Le Mans-Sud-Oest és un cantó francès del departament de Sarthe, situat al districte de Le Mans. Té 2 municipis i el cap es Le Mans.

## Municipis
- Le Mans (part)
- Arnage

## Història
| Data d'elecció                           | Identitat      | Partit | Qualitat |
| ---------------------------------------- | -------------- | ------ | -------- |
| 1967-1979                                | Pierre Combe   | PCF    |          |
| 1979-1982                                | Yvon Luby      | PCF    |          |
| 1982-1994                                | Daniel Boulay  | PCF    |          |
| 1994-                                    | André Langevin | PS     |          |
| les dades anteriors no són pas conegudes |                |        |          |
|                                          |                |        |          |

## Demografia
| A partir de 1990: Població sense dobles comptes |